# Xian autonome kazakh de Barkol
Cette page contient des caractères spéciaux ou non latins. S’ils s’affichent mal (▯, ?, etc.), consultez la page d’aide Unicode.
Le xian autonome kazakh de Barkol (巴里坤哈萨克自治县 ; pinyin : Bālǐkūn hāsàkè Zìzhìxiàn ; ouïghour : باركۆل قازاق ئاپتونوم ناھىيىسى / Barköl Kazak Aptonom Nahiyisi) est un district administratif de la région autonome du Xinjiang en Chine. Il est placé sous la juridiction de la préfecture de Hami.

## Démographie
La population du district était de 100 967 habitants en 1999.